# لیسا فاستر
لیسا فاستر (انگلیسی: Lisa Foster) مدل، تهیه‌کننده، کارگردان، پویانما، هنرمند جلوه‌های بصری و توسعه‌دهنده بازی ویدئویی اهل کانادا است.

## گزیده فیلم‌شناسی

### بازیگر
- آتور ۲ - اوریون شکست‌ناپذیر (۱۹۸۲)
- تب بهاری (۱۹۸۲)
- ماری (۱۹۸۵)
- منطقه نیمه‌روشن (۱۹۸۹)

### هنرمند جلوه‌های بصری
- صخره‌نورد (۱۹۹۳)
- برادران سوپر ماریو (۱۹۹۳)
- سر مخروطی‌ها (۱۹۹۳)
- گرگ (۱۹۹۴)
- مخفیگاه (۱۹۹۵)
- جان‌سخت ۳ (۱۹۹۵)
- چیره‌دستی (۱۹۹۵)
- جیمز و هلوی غول‌پیکر (۱۹۹۶)
- پسر کابلی (۱۹۹۶)

### توسعه‌دهنده بازی ویدئویی
- پارازیت ایو (۱۹۹۸)
- دو برج (۲۰۰۲)